# Feminismo socialista
Feminismo socialista é um ramo do feminismo que se concentra no âmbito público e privado da vida da mulher e argumenta que a liberação feminina só pode ser alcançada através do fim das fontes econômicas e culturais de opressão contra as mulheres buscando a igualdade social e legal de gênero. O feminismo socialista amplia o argumento de feminismo marxista sobre o papel do capitalismo na opressão das mulheres e a teoria do feminismo radical sobre o papel do gênero e do patriarcado. As feministas socialistas rejeitam a principal reivindicação do feminismo radical, que é a de que o patriarcado é a única ou principal fonte de opressão das mulheres. Em vez disso, as socialistas afirmam que as mulheres são incapazes de serem livres devido à sua dependência financeira dos homens na sociedade. As mulheres são dominadas pelos governantes do sexo masculino no capitalismo devido a um equilíbrio desigual da riqueza. Eles veem a dependência econômica feminina como a força motriz da subjugação das mulheres aos homens. Além disso, as feministas socialistas veem a libertação das mulheres como uma parte necessária da busca por justiça social, econômica e política para todos.
O feminismo socialista baseia-se muitos conceitos encontrados no marxismo; como um ponto de vista materialista histórico, o que significa que eles relacionam suas ideias com as condições materiais e históricas das vidas das pessoas. As feministas socialistas consideram, assim, que o sexismo e a divisão sexual do trabalho de cada época histórica é determinada pelo sistema econômico do período. Essas condições são amplamente expressas através de relações capitalistas e patriarcais. As feministas socialistas, portanto, rejeitam a noção marxista de que classes e luta de classes são os aspectos que definem apenas a história e o desenvolvimento econômico. Karl Marx afirmava que, quando a opressão de classe fosse superada, a opressão de gênero também desapareceria. De acordo com as feministas socialistas, essa visão de opressão de gênero como uma sub-classe da opressão de classe é ingênua. Em 1972, a organização feminista "Chicago Women's Liberation Union" publicou O Feminismo Socialista: Uma Estratégia para o Movimento das Mulheres, que se acredita ser a primeira publicação que usou o termo "feminismo socialista".